# Chihuahua (rasa psa)
Chihuahuaⓘ (wym. ˈcziuauaˈ) – rasa psa należąca według klasyfikacji FCI do grupy psów ozdobnych i do towarzystwa, zaklasyfikowana do sekcji chihuahua, nie podlegająca próbom pracy. Istnieją dwie odmiany tej rasy: krótkowłosa i długowłosa. Zgodnie z klasyfikacją amerykańską, rasa ta należy do grupy psów ozdobnych i do towarzystwa. Typ wilkowaty.

## Rys historyczny
Rasa ta to potomkowie starożytnych, podobnych, ale nieco większych psów żyjących na dworach azteckich władców, znanych jako Techichi. Najstarsza rasa w Ameryce Północnej. Nazwa tej rasy psów pochodzi od miejscowości i stanu w Meksyku (w języku hiszp. chihuahueño). W Stanach Zjednoczonych pierwszych przedstawicieli rasy zarejestrowano w księdze hodowlanej Kennel Club w roku 1904. W roku 1967 rasa znajdowała się już na 5. miejscu pod względem liczby wpisów do księgi hodowlanej (37 000 zarejestrowanych psów). Pierwszy zarejestrowany angielski miot chihuahua przyszedł na świat w roku 1934. W Niemczech pierwsze psy tej rasy zarejestrowano w księdze hodowlanej w roku 1956.

## Wygląd
Silna, krępa budowa w formacie zbliżonym do kwadratu. Charakterystyczną cechą rasy jest duża, zaokrąglona głowa wyglądem przypominająca jabłko. Duże, sterczące uszy, szerokie u nasady i zwężające się ku zaokrąglonym końcom. Okrągłe, szeroko rozstawione oczy o ciemnym kolorze. Krótka kufa. Zgryz nożycowy lub cęgowy. Ogon noszony sztywno do góry, zawija się delikatnie na grzbiet. Dorosły pies rasy chihuahua, według wzorca rasy FCI o numerze 218, powinien ważyć od 1,5 kg do 3 kg. 

### Szata i umaszczenie
Umaszczenie jest różnorodne, najczęściej występujące jednak płowe, czekoladowe, białe, piaskowe, srebrzystopłowe, srebrzystoszare, czarne, czarne podpalane, biało-brązowe i płowe pręgowane.
Przy czarnym kolorze psa widać na dole szyi biały krawacik i nieco brązowe skarpetki u łap.
Odmiany szaty u Chihuahua
- krótkowłosa – przyległa i błyszcząca, rzadszy w okolicy gardła i podbrzusza. Dopuszczalny jest nieco dłuższy włos na ogonie i szyi. Psy te niekoniecznie posiadają podszerstek, jeśli jednak istnieje, włos jest dłuższy i mniej przylega do skóry.
- długowłosa – włos delikatniejszy i bardziej miękki niż u krótkowłosej odmiany, prosty lub falowany. Na uszach, szyi, ogonie i tylnej cześć łap jest dłuższa tworząc charakterystyczne „pióra”, „kryza” i „portki”.

Oprócz umaszczenia marmurkowego (ang. merle) dopuszczane są wszystkie kolory i ich kombinacje.

## Temperament
Czujny, ruchliwy, bardzo odważny. Nie daje się zastraszyć przez inne psy bez względu na ich rozmiary. Jest wybredny, jeśli chodzi o towarzystwo i zazwyczaj wybiera przedstawicieli własnej rasy.

## Zdrowie i pielęgnacja
Jedną z widocznych cech tej rasy psów jest charakterystyczne drżenie ciała, które występuje zarówno u odmiany długo-, jak i krótkowłosej, mimo że psy te nie wykazują większych tendencji do przeziębień niż inne rasy psów.
Pielęgnacja szaty długowłosego chihuahua wymaga regularnego czesania. Ważna jest profilaktyka okulistyczna (ma także znaczenie kosmetyczne – zakraplanie odpowiednich preparatów zapobiega powstawaniu "śladów łez") i dentystyczna.
Z powodu ich niewielkich rozmiarów wymagają opieki zarówno ze strony właścicieli, jak i specjalistów weterynarii, zwłaszcza z zakresu położnictwa.